# Navy Point (Brabant-Insel)
Der Navy Point (englisch, spanisch Punta Marina, beiderseits übersetzt Marinespitze) ist eine Landspitze im Südosten der Brabant-Insel im Palmer-Archipel vor der Westküste der Antarktischen Halbinsel. Sie markiert die nordöstliche Begrenzung der Einfahrt zur Chiriguano Bay.
Teilnehmer einer argentinischen Antarktisexpedition kartierten sie 1954. Die Benennung erfolgte 1978 zu Ehren der argentinischen Seestreitkräfte. Das UK Antarctic Place-Names Committee übertrug die argentinische Benennung 1988 in einer Komplettübersetzung ins Englische, um Verwechslungen mit dem Marina Point der Galíndez-Insel zu vermeiden.